# Cantone di Authon-du-Perche
Il Cantone di Authon-du-Perche era una divisione amministrativa dell'arrondissement di Nogent-le-Rotrou.
A seguito della riforma approvata con decreto del 24 febbraio 2014, che ha avuto attuazione dopo le elezioni dipartimentali del 2015, è stato soppresso.

## Composizione
Comprendeva i comuni di:
- Les Autels-Villevillon
- Authon-du-Perche
- La Bazoche-Gouet
- Beaumont-les-Autels
- Béthonvilliers
- Chapelle-Guillaume
- Chapelle-Royale
- Charbonnières
- Coudray-au-Perche
- Les Étilleux
- Luigny
- Miermaigne
- Moulhard
- Saint-Bomer
- Soizé